# Burger King
Burger King Corporation (вимовляється  Бурґер кінґ корпорейшн) (NYSE: BKC) — американська компанія, власник мережі ресторанів швидкого харчування Burger King. Штаб-квартира — в Маямі, штат Флорида.

## Історія
Перший ресторан Burger King спочатку називався Insta Burger King, був відкритий 4 грудня 1954 року в передмісті Маямі Джеймсом Макламором та Девідом Еджертоном (обидва — випускники Корнельського університету). Макламор, відвідавши ресторан мережі McDonald's, яка на той момент належала Діку і Макові Макдоналдам в Сан-Бернардіно, штат Каліфорнія, ознайомився з виробництвом гамбургерів, методом виготовлення, обладнанням та вирішив створити свій власний варіант цієї системи фаст-фуд.
1959 року число ресторанів Burger King зросла до п'яти в Маямі та передмістях. У 1960 році Макламором та Еджертон вирішили розширити мережу ресторанів швидкого харчування Burger King на національному рівні з використанням системи франчайзингу, популярним методом для розширення через його низьку вартість капіталу для головної компанії. Водночас вони реєструють Burger King corp. і починають продавати франшизи приватним власникам у США.
2006 року компанія стала публічною.

## Власники та керівництво

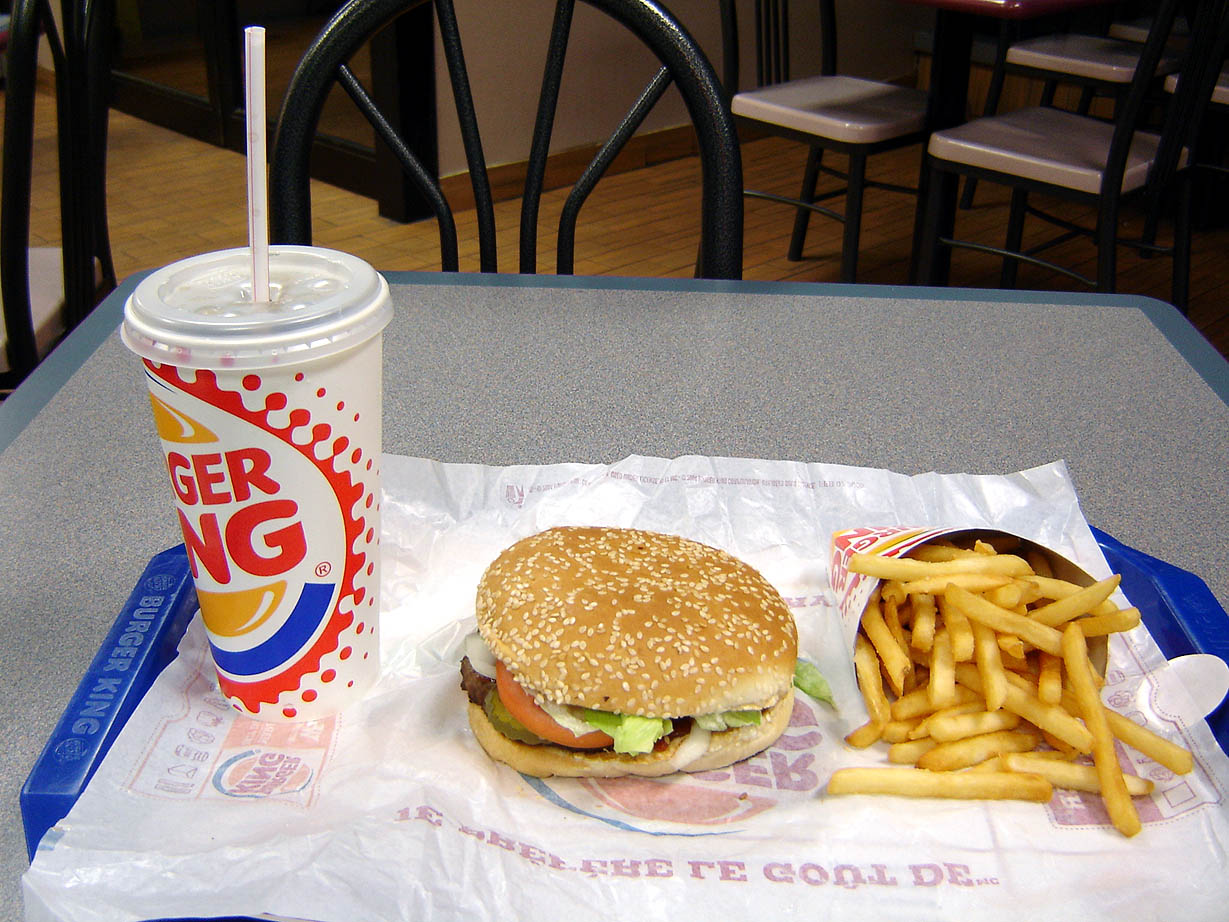
Стандартний обід Whopper Combo

Найбільші власники компанії станом на середину 2010 року: TPG Capital (структура Texas Pacific Group, 11,1 %), Goldman Sachs (10,3 %). У вересні 2010 року було оголошено про досягнення домовленості про продаж компанії за $ 4 млрд інвестиційному фонду 3G Capital (контролюється бразильськими інвесторами).
Голова ради директорів та головний керуючий — Джон Чідсей (John W. Chidsey).

## Діяльність

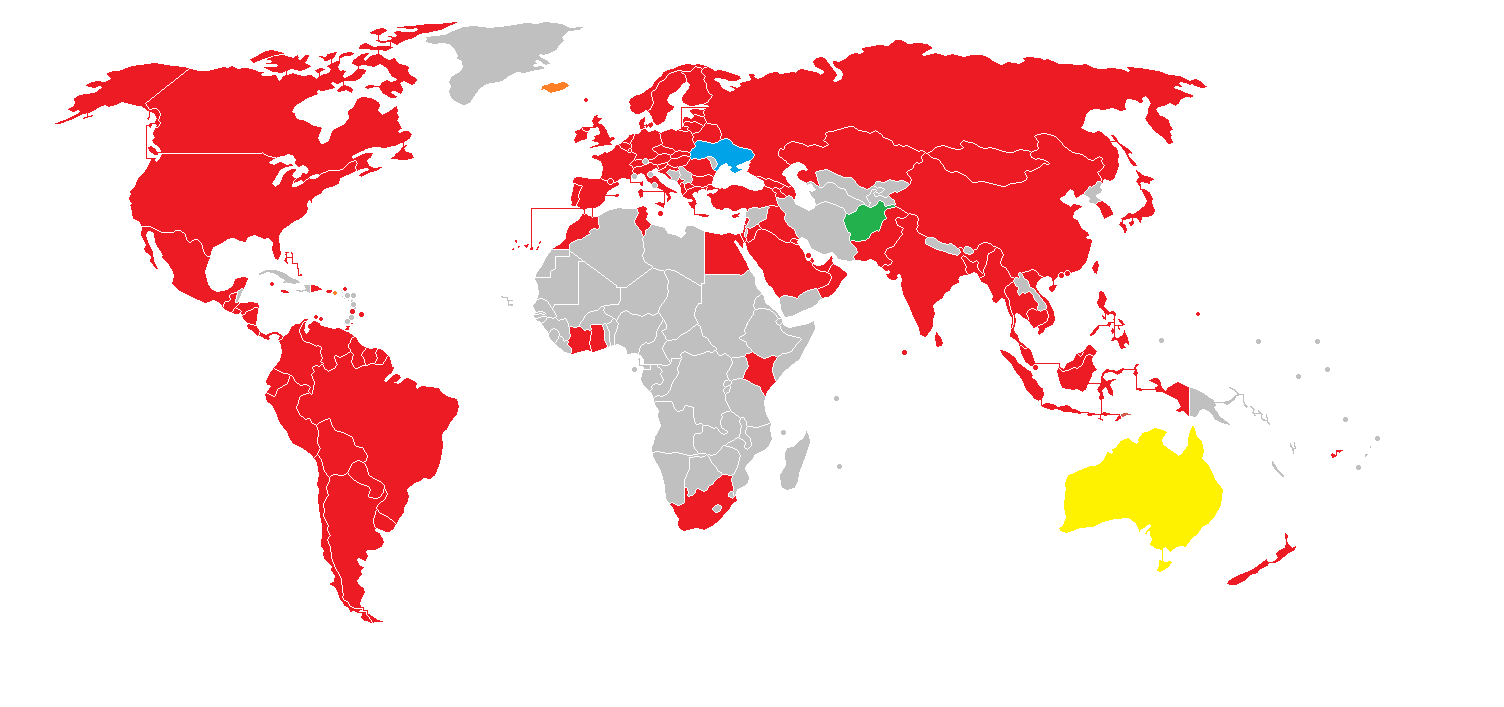
Карта поширення ресторанів «Burger King» в світі

Станом на березень 2012 року в 76 країнах світу працювало близько 12,5 тис. ресторанів Burger King, з яких понад 90 % — по франчайзингу.
В Ізраїлі всі ресторани цієї мережі — кошерні.
В Австралії діє майстер-франшиза «Burger King» під власною назвою «Hungry Jack's» («Ресторан голодного Джека»), за імені власника, Джека Ковіна. Сталося це тому, що торгове ім'я «Burger King» вже було зайняте. 1996 року компанія «Burger King» зареєструвалася в Австралії під цим ім'ям та зажадала від власника мережі «Hungry Jack's» провести ребрендинг, на що власник відповів відмовою. З 1996 по 2002 рік тривав судовий розгляд, під час якого в країні паралельно існували мережі «Hungry Jack's» і «Burger King». 2003 року було досягнуто згоди між сторонами — за мережею «Hungry Jack's» підтвердили право майстер-франчайзу і всі існуючі з 1996 року ресторани «Burger King» були або закриті, або перейменовані в «Hungry Jack's».
У червні 2018 року в Санкт-Петербурзі запустили в роботу перший в Європі пересувний ресторан Burger King.
Незважаючи на агресію РФ проти України, Burger King продовжує працювати в Російській Федерації.
| - Афганістан — AAFES - Андорра - Аргентина - Австрія - Австралія — торгова марка Hungry Jack's - Білорусь - Багамські Острови - Бахрейн - Болівія - Боснія і Герцеговина - Бразилія - Болгарія - В'єтнам - Канада - Колумбія — з березня 2008 року - Чилі - КНР (汉堡 王) - Гонконг (汉堡 王) - Коста-Рика - Кіпр - Данія - Домініканська Республіка - Еквадор - Єгипет - Сальвадор - Фарерські острови - Франція - Німеччина - Гібралтар - Гватемала | - Гаяна - Гондурас - Угорщина - Ісландія - Індія - Індонезія - Ірак — AAFES - Ірландія - Ізраїль - Італія - Ямайка - Японія - Йорданія - Камбоджа - Кувейт - Ліван - Малайзія - Мальта - Мексика - Непал - Нідерланди - Аруба - Нідерландські Антильські острови - Нова Зеландія - Нікарагуа - Норвегія | - Пакистан - Панама - Парагвай - Перу - Філіппіни - Польща - Португалія - Румунія - Росія - Катар - Південна Корея - Саудівська Аравія - Сінгапур - Сербія - Іспанія - Сент-Люсія - Швеція - Швейцарія - Республіка Китай - Таїланд - Тринідад і Тобаго - Туреччина - ОАЕ - Узбекистан - Велика Британія - Кайманові Острови - США - Гуам - Пуерто-Рико - Уругвай - Венесуела - Казахстан |

### Показники діяльності
Чисельність персоналу 2009 року — 38,9 тис. осіб. Виручка мережі за фінансовий рік, що закінчився в червні 2010 року, склала $2,5 млрд (падіння на 2,3 % порівняно з попереднім аналогічним періодом), чистий прибуток — $186,8 млн (падіння на 1 %).